# Hurstbourne Priors
Pour les articles homonymes, voir Hurstbourne.
Hurstbourne Priors est un village et une paroisse civile du Hampshire, en Angleterre. Il est situé dans le nord du comté, à environ 7 km à l'est de la ville d'Andover. Administrativement, il relève du district de Basingstoke and Deane. Au recensement de 2011, il comptait 364 habitants.

## Étymologie
Le nom du village est attesté sous la forme Hysseburnan à la fin du IXe siècle. Dans le Domesday Book, compilé en 1086, il apparaît sous la forme Esseborne. Ce nom se compose des éléments vieil-anglais burna, qui désigne un ruisseau, et hysse, qui désigne une sorte de plante aquatique, probablement du genre Phalaris. Le suffixe « Priors » permet de distinguer ce village de celui de Hurstbourne Tarrant, situé à une dizaine de kilomètres au nord-ouest. Il signale que ce domaine appartenait au Moyen Âge au prieuré de Winchester.

## Personnalités liées
Le baryton irlandais Harry Plunket Greene (1865-1936) est enterré au cimetière de Hurstbourne Priors, tout comme ses deux fils Richard (1901-1978) et David (1904-1941).